# Robert Westerholt
Robert Westerholt (sinh ngày 2 tháng 1 năm 1975 tại Waddinxveen, Nam Hà Lan, Hà Lan) là nhà soạn nhạc người Hà Lan, được biết đến là người chơi ghita và đồng sáng lập nhóm Symphonic metal Within Temptation. Anh cũng đồng thời viết nhạc cho nhóm cùng với ca sĩ của nhóm kiêm "nửa kia" của anh Sharon den Adel. Anh từng làm quản lý nhân sự trước sự nghiệp của anh và Within Temptation.
Năm 1992, Westerholt thành lập ban nhạc "The Circle" với người chơi keyboard trong tay Temptation tương lai Martijn Spierenburg, và anh bắt đầu viết nhạc của riêng mình. Bản demo đầu tiên của Circle, mang tên 'Bản giao hưởng số 1' đã được hoàn thành vào tháng 12 năm 1992.

## Cuộc sống cá nhân
Westerholt và Sharon den Adel trở thành cha mẹ của Eva Luna vào ngày 7 tháng 12 năm 2005 và Robin Aiden vào ngày 1 tháng 6 năm 2009. Sự ra đời của con trai họ, Logan Arwin, đã được công bố vào ngày 31 tháng 3 năm 2011.